# Ole Marius Ingvaldsen
Ole Marius Besseberg Ingvaldsen (* 2. Oktober 1985) ist ein ehemaliger norwegischer Skispringer.

## Werdegang
Mit dem Skispringen begann Ole Marius Ingvaldsen im Alter von sechs Jahren, nachdem er von seinem Vater mit an die Schanze genommen wurde.
Ingvaldsen begann seine internationale Karriere 2007 im FIS-Cup. Ab Dezember 2007 startete er fest im Skisprung-Continental-Cup. Im Januar 2008 machte der für Steinkjer SK startende Ingvaldsen erstmals auf sich aufmerksam, als er beim Continental-Cup-Springen in Sapporo einen zweiten Platz belegte, seine bis dahin beste Platzierung im Continalcup. Erst im Januar 2012 konnte er diese Platzierung – erneut in Sapporo – wiederholen. Am 6. Dezember des gleichen Jahres nahm er auch erstmals am Skisprung-Weltcup teil, wo er aber nur auf den 45. Platz kam und keine Weltcup-Punkte gewinnen konnte. Dies gelang ihm dann am 4. Dezember 2010, als er in Lillehammer auf den 20. Platz kam. Am 21. Dezember 2013 gelang ihm mit einem neunten Rang in Engelberg sein bestes Weltcupergebnis.
Beim Skifliegen am Vikersundbakken 2015 nahm Ingvaldsen letztmals an einem internationalen Wettkampf teil.

## Erfolge

### Weltcup-Platzierungen
| Saison  | Platz | Punkte |
| ------- | ----- | ------ |
| 2010/11 | 29.   | 155    |
| 2012/13 | 68.   | 008    |
| 2013/14 | 47.   | 096    |
| 2014/15 | 78.   | 004    |

### Grand-Prix-Platzierungen
| Saison | Platz | Punkte |
| ------ | ----- | ------ |
| 2011   | 88.   | 001    |